# Сулугуни
Сулугу́ни (груз. სულუგუნი, სულგუნი, мегр. სელეგინი) — рассольный грузинский сыр из региона Самегрело. Сулугуни имеет чистый кисломолочный, умеренно солёный вкус и запах, плотную, слоистую, эластичную консистенцию. Допускается наличие небольшого количества глазков и пустот неправильной формы. Цвет сыра — от белого до слабо-жёлтого, однородный по всей массе. Не имеет корки, допускается на поверхности лёгкая слоистость в виде отделяющихся слоёв. Вырабатывается согласно ГОСТ Р 53437-2009 «Сыры Сулугуни и Слоистый. Технические условия».

## Этимология
В мегрельском языке название звучит как «селегин» (სელეგინ), что является сложносоставным от სელე селе («месить», «замешивать»; замешивание первичного сыра является ключевой фазой при производстве сыра) и გინ гин.
По другой версии, название этимологизируется как осетинское (дигорский диалект) сулугун (с приращением грузинского форманта номинатива «-и»), в котором сулу обозначает сыворотку, а формант «-гун», как подчёркивает доктор филологических наук Т. А. Гуриев, указывает на корень слова как на материал, из которого приготовлен продукт или блюдо (сравни: картофгун (ирон. картофджын) — «пирог с картошкой», фидгун (ирон. фыдджын) — «пирог с мясом», къабускагун (ирон. къабускаджын) — «пирог с капустой» и т. д.). Таким образом, дословный перевод слова сулугун — «созданный из сыворотки».
Народная этимология объясняет название «сулугуни» как состоящее из двух грузинских слов — сули (что означает «душа») и гули («сердце»), что нашло отражение и у некоторых грузинских авторов.

## Метод приготовления

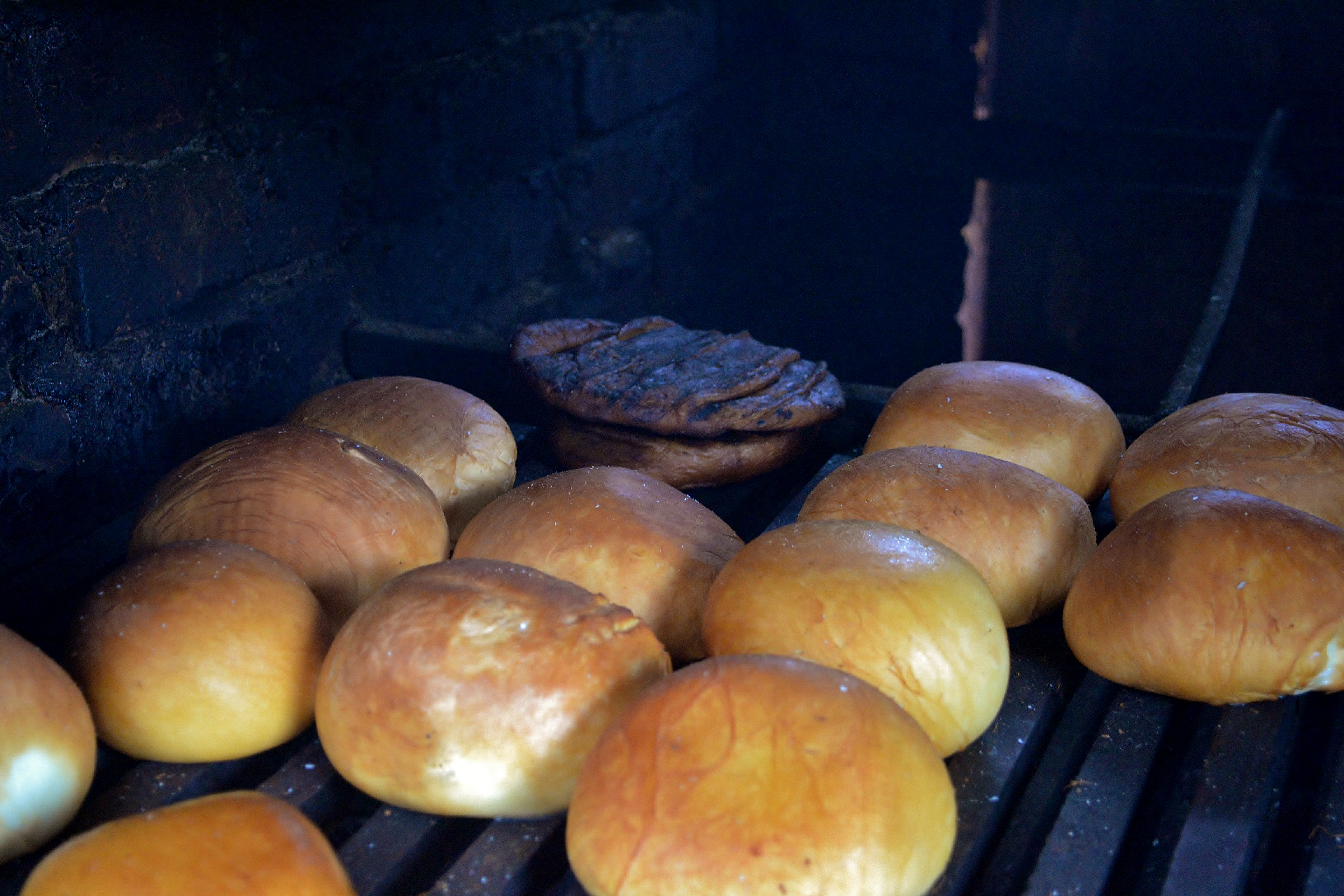
Копчение сыра Сулугуни в домашней коптильне. Село Орулу. Сванетия. Грузия.

Сыр вырабатывают из пастеризованного коровьего, буйволиного молока или их смеси. Кислотность зрелого молока коровьего 20—21 °Т и смеси коровьего с буйволиным, овечьим и козьим 22—25 °Т.
Традиционно изготавливался только при помощи естественной закваски из сычуга и только вручную без использования каких-либо механических приспособлений.
В пастеризованное молоко вносят хлористый кальций, бактериальную закваску из штаммов молочнокислых и ароматообразующих стрептококков (0,7—1,5 %). Сычужную закваску или пепсин вносят с расчетом свертывания молока при температуре 31—35 °C в течение 30—35 мин. Режут сгусток на кубики размером сторон 6—10 мм. После разрезки сгустка делают остановку на 5—10 мин, а затем зерно обсушивают в течение 10—20 мин.

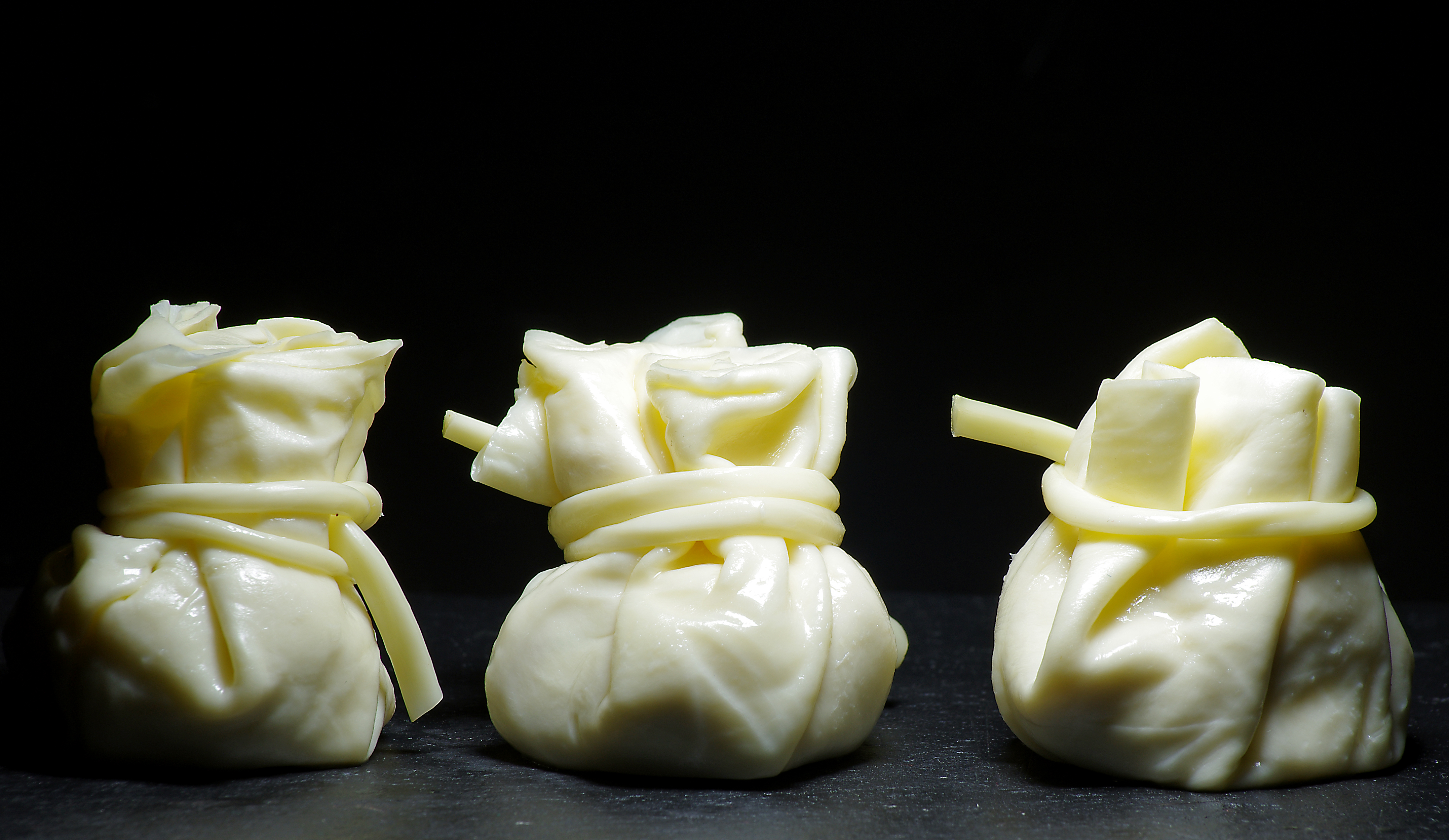
Сыр "Хинкал": сыр сулугуни фаршированный творогом

Второе нагревание проводят в течение 10—15 мин до температуры 34—37 °С. При установлении повышенной температуры свёртывания (36—37 °C) второе нагревание отсутствует. Основными особенностями технологии сыра являются чеддеризация сырной массы и её дальнейшее плавление. По достижении готовности сырного зерна удаляют из ванны до 70—80 % сыворотки. Зерно сдвигают в пласт и подпрессовывают. Подпрессованный пласт оставляют на чеддеризацию в ванне под слоем сыворотки температурой 28—32 °C. Продолжительность созревания сырной массы — 2—3 ч с учётом нарастания кислотности до 140—160 °Т, активная кислотность в пределах pH 4,9—5,1.
При переработке сырной массы с более высокой кислотностью сыр получается низкого качества (крошливой или грубой консистенции, с кислым вкусом). Определение готовности сырной массы к плавлению и формованию устанавливают пробой на плавление. Берут кусок сырной массы шириной и толщиной 0,7—1 см, длиной 10—15 см, нагревают его в воде температурой 90—95 °C в течение 1—2 мин, затем вытягивают в тонкие нервущиеся длинные нити, характеризующие готовность сырной массы.
Созревшую сырную массу режут шпигорезкой на куски толщиной и шириной 1—1,5 см, длиной 2—3 см и помещают в котёл или тестомесильную машину (дежу) вместимостью 160 или 330 л с водой или свежей подсырной сывороткой, нагретой до 70—80 °C. Затем сырную массу тщательно вымешивают приводной мешалкой до получения однородной, тягучей консистенции. Расплавленную готовую сырную массу выкладывают на отжимный стол для раскладки в формы.
От сырной массы отрезают необходимый по размеру и массе кусок. Наружные края куска заворачивают обеими руками внутрь несколько раз, получая кусок шаровидной формы. Сформованную головку сыра укладывают в цилиндрические формы. На отдельных предприятиях процесс дробления чеддеризованной массы, плавления, дозировку и формование осуществляют на специальной механизированной линии.
Сформованные и уплотнившиеся сыры помещают в кисло-сывороточный 17—18 % рассол температурой 8—12 °C.
Продолжительность посолки в зависимости от влажности и размеров сыра составляет от 6 ч до 1—2 сут. Сыры с пониженным содержанием поваренной соли (1,2—2 %) получаются с лучшими вкусом и консистенцией. Вырабатывают также сыр сулугуни копченый.
При современном промышленном производстве маркировку сыра, упаковку в бочки, хранение и транспортирование осуществляют так же, как при производстве сыров чанах и кобийского. Допускается упаковка сыра сулугуни в деревянные ящики, выстланные внутри пергаментом или подпергаментом, со сроком реализации в торговой сети не более 5 суток.
Готовый сыр можно употреблять в пищу сырым, печёным, копчёным или жареным.

## Прочие сведения
В сентябре 2011 года власти Грузии оформили патент на сулугуни и ещё несколько блюд грузинской национальной кухни.